# Serie animate televisive del 2003
Questa è la lista delle serie animate televisive trasmesse sulle reti televisive di tutto il mondo nel o dal 2003. Questa lista include anche le serie di cortometraggi come The Bugs Bunny Show.
| Titolo                                  | Episodi | Paese di origine                                                     | Anno          | Canale 1ª app.                                               | Note                           |
| --------------------------------------- | ------- | -------------------------------------------------------------------- | ------------- | ------------------------------------------------------------ | ------------------------------ |
| Martin Mystère                          | 66      | Canada (bandiera) · Francia (bandiera) · Italia (bandiera)           | 2003–2006     | M6 (Francia), Canal J (Francia), YTV (Canada), Vrak (Canada) |                                |
| Kid Paddle                              | 52      | Belgio (bandiera) · Canada (bandiera) · Francia (bandiera)           | 2003–2006     | France 3, Canal J                                            |                                |
| Jacob due due                           | 61      | Canada (bandiera)                                                    | 2003–present  | Qubo                                                         |                                |
| Gli imbattibili Save-Ums!               | 39      | Canada (bandiera) · Stati Uniti (bandiera)                           | 2003–2006     | The Learning Channel, CBC Television                         |                                |
| Rubbadubbers                            | 52      | Regno Unito (bandiera) · Stati Uniti (bandiera)                      | 2003–2005     | BBC                                                          |                                |
| Spider-Man: The New Animated Series     | 13      | Canada (bandiera) · Stati Uniti (bandiera)                           | 2003          | MTV                                                          |                                |
| Code Lyoko                              | 95+2    | Francia (bandiera) · Stati Uniti (bandiera)                          | 2003–2007     | France 3, Canal J                                            | 2 episodi speciali             |
| Ratti matti                             | 52      | Canada (bandiera) · Francia (bandiera)                               | 2003–2006     | France 3                                                     |                                |
| Gli avventurieri del tempo              | 26      | Germania (bandiera) · Regno Unito (bandiera)                         | 2003          | The Comedy Network                                           |                                |
| Thakurmar Jhuli                         | 125     | India (bandiera)                                                     | 2003–2005     | Zee Bangla                                                   | Inedito in Italia              |
| Odd Job Jack                            | 52      | Canada (bandiera)                                                    | 2003–2007     |                                                              |                                |
| Il mondo di Benjamin                    | 52      | Canada (bandiera)                                                    | 2003–2009     | Disney ChannelFamily Channel                                 |                                |
| My Dad The Rockstar                     | 26      | Canada (bandiera)                                                    | 2003-2004     | Teletoon                                                     | Inedito in Italia              |
| Funky Cops                              | 26      | Francia (bandiera)                                                   | 2003-2004     | Fox                                                          |                                |
| Pat & Stan                              | 362     | Francia (bandiera)                                                   | 2003–in corso | TF1, TV5                                                     |                                |
| Martin Matin                            | 104     | Francia (bandiera)                                                   | 2003          | France 3                                                     |                                |
| Il nido                                 | 52      | Francia (bandiera)                                                   | 2003          | Teletoon                                                     |                                |
| .hack//Legend of the Twilight           | 12      | Giappone (bandiera)                                                  | 2003          |                                                              | Inedito in Italia              |
| Air Master                              | 27      | Giappone (bandiera)                                                  | 2003–2004     |                                                              | Inedito in Italia              |
| Nadja                                   | 50      | Giappone (bandiera)                                                  | 2003–2004     |                                                              |                                |
| Astro Boy                               | 50      | Giappone (bandiera)                                                  | 2003–2004     |                                                              | Inedito in Italia              |
| Ikki Tōsen                              | 13      | Giappone (bandiera)                                                  | 2003          |                                                              | Inedito in Italia              |
| Beyblade G-Revolution                   | 50      | Giappone (bandiera)                                                  | 2003          |                                                              |                                |
| Bobobo-bo Bo-bobo                       | 76      | Giappone (bandiera)                                                  | 2003–2005     |                                                              |                                |
| Bottle Fairy                            | 13      | Giappone (bandiera)                                                  | 2003          |                                                              | Inedito in Italia              |
| Chrono Crusade                          | 24      | Giappone (bandiera)                                                  | 2003–2004     |                                                              |                                |
| Cinderella Boy                          | 13      | Giappone (bandiera)                                                  | 2003          |                                                              |                                |
| Cromartie High School                   | 26      | Giappone (bandiera)                                                  | 2003–2004     |                                                              | Inedito in Italia              |
| D•N•Angel                               | 26      | Giappone (bandiera)                                                  | 2003          |                                                              | Inedito in Italia              |
| D.C.: Da capo                           | 52      | Giappone (bandiera)                                                  | 2003          |                                                              | Inedito in Italia              |
| Darker than Black                       | 25      | Giappone (bandiera)                                                  | 2003          |                                                              | Inedito in Italia              |
| Dear Boys                               | 26      | Giappone (bandiera)                                                  | 2003          |                                                              |                                |
| Tantei gakuen Q                         | 45      | Giappone (bandiera)                                                  | 2003–2004     |                                                              | Inedito in Italia              |
| Di Gi Charat Nyo!                       | 52      | Giappone (bandiera)                                                  | 2003–2004     |                                                              | Inedito in Italia              |
| Divergence Eve                          | 13      | Giappone (bandiera)                                                  | 2003          |                                                              | Inedito in Italia              |
| Dokkoider                               | 12      | Giappone (bandiera)                                                  | 2003          |                                                              |                                |
| E'S                                     | 26      | Giappone (bandiera)                                                  | 2003          |                                                              | Inedito in Italia              |
| Full Metal Panic? Fumoffu               | 12      | Giappone (bandiera)                                                  | 2003          |                                                              |                                |
| Fullmetal Alchemist                     | 51      | Giappone (bandiera)                                                  | 2003–2004     |                                                              |                                |
| Gad Guard                               | 26      | Giappone (bandiera)                                                  | 2003          |                                                              |                                |
| Gad Guard                               | 26      | Giappone (bandiera)                                                  | 2003          |                                                              | Inedito in Italia              |
| Gilgamesh                               | 26      | Giappone (bandiera)                                                  | 2003–2004     |                                                              | Inedito in Italia              |
| Godannar                                | 13      | Giappone (bandiera)                                                  | 2003          |                                                              | Inedito in Italia              |
| Gungrave                                | 26      | Giappone (bandiera)                                                  | 2003–2004     |                                                              | Inedito in Italia              |
| Gunslinger Girl                         | 13      | Giappone (bandiera)                                                  | 2003–2004     |                                                              | Parzialmente inedito in Italia |
| Kaleido Star                            | 26      | Giappone (bandiera)                                                  | 2003–2004     |                                                              | Pubblicato su DVD              |
| Kimi ga nozomu eien                     | 14      | Giappone (bandiera)                                                  | 2003          |                                                              | Inedito in Italia              |
| Kino no tabi                            | 13      | Giappone (bandiera)                                                  | 2003          |                                                              | Inedito in Italia              |
| Last Exile                              | 26      | Giappone (bandiera)                                                  | 2003          |                                                              |                                |
| Maburaho                                | 24      | Giappone (bandiera)                                                  | 2003–2004     |                                                              | Inedito in Italia              |
| Machine Robo Rescue                     | 53      | Giappone (bandiera)                                                  | 2003–2004     |                                                              |                                |
| Mermaid Melody - Principesse sirene     | 52      | Giappone (bandiera)                                                  | 2003–2004     |                                                              |                                |
| La saga delle sirene                    | 11      | Giappone (bandiera)                                                  | 2003          |                                                              | Inedito in Italia              |
| Nanaka - Ma quanti anni hai?            | 12      | Giappone (bandiera)                                                  | 2003          |                                                              | Pubblicato su DVD              |
| Peace Maker Kurogane                    | 24      | Giappone (bandiera)                                                  | 2003–2004     |                                                              | Inedito in Italia              |
| Planetes                                | 26      | Giappone (bandiera)                                                  | 2003–2004     |                                                              |                                |
| Onegai Twins                            | 13      | Giappone (bandiera)                                                  | 2003          |                                                              | Inedito in Italia              |
| Requiem from the Darkness               | 13      | Giappone (bandiera)                                                  | 2003          |                                                              | Inedito in Italia              |
| Rumic Theater                           | 13      | Giappone (bandiera)                                                  | 2003          |                                                              | Inedito in Italia              |
| Saint Beast                             | 6       | Giappone (bandiera)                                                  | 2003          |                                                              | Inedito in Italia              |
| Saiyuki: Reload                         | 25      | Giappone (bandiera)                                                  | 2003–2004     |                                                              | Inedito in Italia              |
| Scrapped Princess                       | 24      | Giappone (bandiera)                                                  | 2003          |                                                              | Inedito in Italia              |
| Narutaru                                | 13      | Giappone (bandiera)                                                  | 2003          |                                                              | Inedito in Italia              |
| Sonic X                                 | 78      | Giappone (bandiera)                                                  | 2003–2005     |                                                              |                                |
| Stellvia dell'universo                  | 26      | Giappone (bandiera)                                                  | 2003          | TV Tokyo                                                     | Inedito in Italia              |
| Texhnolyze                              | 22      | Giappone (bandiera)                                                  | 2003          |                                                              | Inedito in Italia              |
| Ginga tetsudō monogatari                | 26      | Giappone (bandiera)                                                  | 2003–2004     |                                                              | Inedito in Italia              |
| Tsukihime                               | 12      | Giappone (bandiera)                                                  | 2003          |                                                              | Inedito in Italia              |
| Futatsu no Spica                        | 20      | Giappone (bandiera)                                                  | 2003–2004     |                                                              |                                |
| Streghe per amore                       | 26      | Giappone (bandiera)                                                  | 2003          |                                                              |                                |
| Mujin wakusei Survive                   | 52      | Giappone (bandiera)                                                  | 2003-2004     |                                                              | Inedito in Italia              |
| Wolf's Rain                             | 26      | Giappone (bandiera)                                                  | 2003          |                                                              |                                |
| Yami to bōshi to hon no tabibito        | 13      | Giappone (bandiera)                                                  | 2003          |                                                              | Inedito in Italia              |
| Zatch Bell!                             | 150     | Giappone (bandiera)                                                  | 2003-2006     |                                                              |                                |
| Pororo                                  | 200+    | Corea del Sud (bandiera)                                             | 2003–in corso |                                                              |                                |
| Aqualuna                                | 26      | Corea del Sud (bandiera)                                             | 2003          | Munhwa Broadcasting Corporation                              |                                |
| Il criceto spaziale                     | 26      | Regno Unito (bandiera)                                               | 2003–2004     | ITV1                                                         |                                |
| Boo!                                    | 65      | Regno Unito (bandiera)                                               | 2003–2005     | CBeebies                                                     |                                |
| Bosom Pals                              | 2       | Regno Unito (bandiera)                                               | 2003          |                                                              |                                |
| Interviste mai viste                    | 27      | Regno Unito (bandiera)                                               | 2003–2007     | ITV                                                          |                                |
| Clifford Puppy Days                     | 52      | Stati Uniti (bandiera)                                               | 2003–2004     |                                                              |                                |
| Il circo di JoJo                        | 26      | Stati Uniti (bandiera)                                               | 2003–2004     |                                                              |                                |
| I Rugrats da grandi                     | 55      | Stati Uniti (bandiera)                                               | 2003–2008     | Nickelodeon                                                  |                                |
| Duck Dodgers                            | 39      | Stati Uniti (bandiera)                                               | 2003–2005     | Cartoon Network                                              |                                |
| Gary the Rat                            | 13      | Stati Uniti (bandiera)                                               | 2003          | Spike                                                        |                                |
| Hector Polpetta                         | 15      | Stati Uniti (bandiera)                                               | 2003–2004     | Cartoon Network                                              |                                |
| Le avventure di Piggley Winks           | 52      | Stati Uniti (bandiera) · Regno Unito (bandiera) · Irlanda (bandiera) | 2003-2007     | PBS Kids, CBBC, CBeebies, RTE Two                            |                                |
| Kenny the Shark                         | 26      | Stati Uniti (bandiera)                                               | 2003-2006     | Discovery Kids                                               |                                |
| Lilo & Stitch                           | 65      | Stati Uniti (bandiera)                                               | 2003–2006     | Disney Channel                                               |                                |
| Ren and Stimpy Adult Party Cartoon      | 10      | Stati Uniti (bandiera)                                               | 2003–2004     | Spike TV                                                     |                                |
| Sabrina's Secret Life                   | 26      | Stati Uniti (bandiera)                                               | 2003–2004     | DIC Kids Network                                             |                                |
| Star Wars: Clone Wars                   | 25      | Stati Uniti (bandiera)                                               | 2003–2005     | Cartoon Network                                              |                                |
| Stripperella                            | 13      | Stati Uniti (bandiera)                                               | 2003–2004     | Spike TV                                                     |                                |
| Teenage Robot                           | 40      | Stati Uniti (bandiera)                                               | 2003–2009     | Nickelodeon                                                  |                                |
| Teen Titans                             | 65      | Stati Uniti (bandiera)                                               | 2003–2006     | Cartoon Network, The WB                                      |                                |
| Teenage Mutant Ninja Turtles            | 157     | Stati Uniti (bandiera)                                               | 2003–2009     | 4Kids TV, The CW4Kids                                        |                                |
| Tutenstein                              | 40      | Stati Uniti (bandiera)                                               | 2003–2008     | Discovery Kids                                               |                                |
| Xiaolin Showdown                        | 52      | Stati Uniti (bandiera)                                               | 2003–2006     | Cartoon Network                                              |                                |
| Fuori di zukka                          | 7       | Stati Uniti (bandiera)                                               | 2003          | Showtime                                                     |                                |
| Le tenebrose avventure di Billy e Mandy | 78      | Stati Uniti (bandiera)                                               | 2003–2007     | Cartoon Network                                              |                                |
| Fragolina Dolcecuore                    | 44      | Stati Uniti (bandiera)                                               | 2003–2008     |                                                              |                                |
| Stuart Little                           | 13      | Stati Uniti (bandiera)                                               | 2003          | HBO Family                                                   |                                |